# Maison des Provinces de France
La Maison des Provinces de France  est l'une des résidences universitaires de la Cité internationale universitaire de Paris.

## Histoire
La Maison des Provinces de France est inaugurée le 26 juin 1933 par Albert Lebrun, président de la République, en présence de André Honnorat et Sébastien Charléty.

## Architecture
La Maison des Provinces de France a été conçue par Armand Guéritte, architecte en chef du château de Versailles. Elle comprend 320 chambres et comporte sept étages. Le bâtiment est orné de trente-six écussons représentants les anciennes provinces françaises.